# Exmes
Exmes är en kommun i departementet Orne i regionen Normandie i nordvästra Frankrike. Kommunen ligger i kantonen Exmes som tillhör arrondissementet Argentan. År 2018 hade Exmes 273 invånare.

## Befolkningsutveckling
Antalet invånare i kommunen Exmes
| Referens: INSEE |